# Johan Bernhard Virgin
Johan Bernhard Virgin (skrev sig till en början Vergin), född 1705, död 23 juni 1783 på Kvalsta, Östuna socken, Uppsala län, var en svensk fortifikationsofficer. Han var brorson till Bernhard Virgin.

## Biografi
Virgin antogs som page vid hovet 1718, ingick i krigstjänst 1724 och antogs året därefter som volontär vid Fortifikationen, där han blev kapten 1741, major 1745, generalkvartermästarlöjtnant 1754 och överste 1759, då han någon tid även förvaltade direktörsämbetet. Han utnämndes till generalkvartermästare och direktör för Fortifikationen 1762 och blev 1768 generalmajor, men tog redan följande år avsked från krigstjänsten, sannolikt till följd av att Augustin Ehrensvärd, med vilken han aldrig kunnat dra jämnt, vid 1769 års riksdag återfick ledningen av de finländska fästningsbyggnaderna.
Virgin vann som fortifikationsofficer även europeisk ryktbarhet. Redan 1730 reste han utrikes och besåg då åtskilliga fästningar i Pommern, Preussen och Sachsen. Hemkommen, ingav han 1737 till riksens ständer ett projekt till Motala ströms kanalisering samt utarbetade sedermera förslag till Helsingfors befästande och finländska gränsens sättande i försvarstillstånd, till Landskronas och Kristianstads förstärkande, till hamnens i Simrishamn skyddande samt till strandverk vid Karlsvärd och till Slite hamns försvar i övrigt. År 1739 undersökte han den föreslagna "durchfarten" mellan Vättern och Söderköping. I finska kriget deltog han till juli 1742. Åren 1745-46 bevistade han kampanjerna i Brabant och Flandern, varunder han deltog i belägringarna av Dendermonde, Oostende, Nieuport, Antwerpen, Mons, Saint Gillain och Namur samt besåg sedan fästningarna i Nederländerna, Frankrike och vid nedre Rhen, i Holstein och Danmark. Han förordnades 1755 att uppgöra förslag till ett kastell vid Karlshamn.
Under sin tid som överste fungerade Virgin som pommerska fortifikationsbrigadens chef, och sedan han utnämnts till direktör för Fortifikationen, uppgjorde han förslag till åtskilliga fästningsbyggnader, särskilt vid Stralsund, samt var ett par år sysselsatt med avslutandet av militärkartan över Pommern (12 "regal ark" och omkring 500 specialritningar över städer och byar). Under hans direktörstid återkom såväl finländska som skånska fästningsbyggnaderna under Fortifikationens ledning, och han blev ledamot i båda de därför tillsatta kommissionerna. De finländska fästningsbyggnaderna skildes dock redan 1769 åter från Fortifikationen.
Efter avskedstagandet sysselsatte Virgin sig med att författa såväl ekonomiska som fortifìkatoriska skrifter och utgav 1781 sitt berömda arbete La défense des places, mise en équìlibre avec les attaques savantes et furieuses d’aujourd’hui, ett verk som var rikt på nya och genialiska idéer och som väckte ett välförtjänt uppseende inte minst utanför Sverige.

## Havreförvandlingen
År utgav 1757 Virgin en broschyr med titeln "Rön och försök om en underbar sädesarternas förvandling". I denna skrift påstod han sig ha gjort den märkliga upptäckten att havreutsäde under vissa villkor gav en skörd av råg. En mängd personer gjorde om försöket och många uppgav sig ha lyckats, att döma åtminstone efter ett tjugotal insändare i tidningen Stockholms veckoblad under samma och följande år. Senare blev dock kritikerna dock allt fler. Kampen mellan troende och icke troende fortsatte i flera år och fördes inte enbart i tidningarna utan även i broschyrer, i ironiska "herdakväden" och andra visor.